# Online Encyclopedia of Mass Violence
Die Online Encyclopedia of Mass Violence (OEMV) war eine Online-Enzyklopädie mit dem Ziel, Massaker und Völkermorde aus dem 20. Jahrhundert zu dokumentieren. Das Projekt wurde 2004 von dem zum Institut d’études politiques de Paris gehörenden Center for International Research and Studies initiiert und im April 2008 online frei zugänglich gemacht und war auf Englisch und Französisch verfügbar.
Förderer waren neben dem Institut d’études politiques de Paris das Centre d’Etudes et de Recherches Internationales (CERI), das Centre National de la Recherche Scientifique (CNRS), die Fondation pour la Mémoire de la Shoah, das Hamburger Institut für Sozialforschung, das Mémorial de Caen sowie die Communauté urbaine du grand Nancy.
Die meisten Artikel wurden von Forschern und Akademikern geschrieben. Darüber hinaus wurde jeder Artikel einer Peer-Review unterzogen, bevor er veröffentlicht wurde.
Mittlerweile ist die URL des Projekts massviolence.org eine Weiterleitung auf Mass Violence & Resistance (MV&R), eine „wissenschaftliche Online-Publikation“ auf der Website des Institut d’études politiques de Paris, die „das 2008 von der Online Encyclopedia of Mass Violence eingeweihte Unternehmen fortsetzt“.